# Média alternatif
 (octobre 2012).
- Si vous ne connaissez pas le sujet, laissez ce bandeau (vous pouvez alors contacter les auteurs).
- Si vous supprimez le contenu mis en cause (vous pouvez préalablement contacter les auteurs),

argumentez précisément cette suppression dans la page de discussion
(un manque de référence n'est pas un argument ; une recherche réelle de référence doit avoir été effectuée, être formellement documentée).

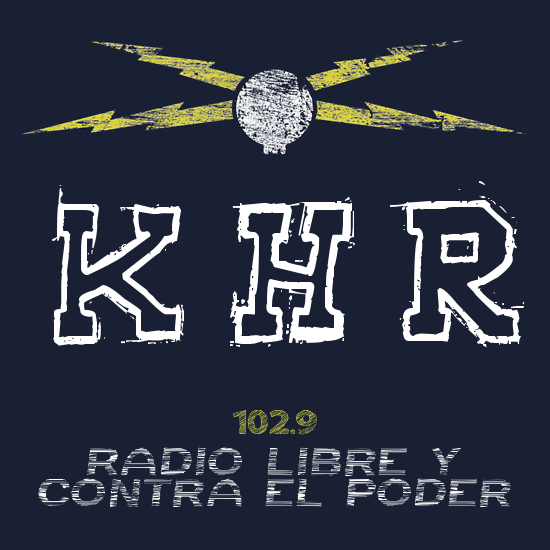
Affiche d'une radio libre espagnole KHR.

Un média alternatif est un média qui véhicule des informations alternatives aux médias de masse commerciaux ou étatiques. Souvent gratuits ou sans publicité, ils se présentent comme des médias citoyens différents des grands groupes de presse, à la ligne éditoriale différente, s'opposant de cette façon aux médias de masse. Ils offrent des informations qui se veulent à contre-courant des tendances dominantes. Ils se situent généralement à la marge du spectre politique classique, dans le monde de l'économie sociale et solidaire, à l'extrême droite, à l'extrême gauche, etc.
Difficiles à cerner précisément, une définition présente qu'ils véhiculent des idées et informations habituellement peu diffusées dans les grands médias commerciaux. Aujourd'hui, les médias alternatifs peuvent revêtir des formats « traditionnels » (journaux, radio, magazine…) ou qui le sont moins : journalisme en ligne, magazines en ligne (webzine) et autres supports virtuels, multimédia dans Internet. 
Historiquement, les médias alternatifs ont accompagné l'évolution des techniques de communication : presse alternative, radios alternatives, associatives (dès les années 1970), télévisions alternatives, Internet alternatif.
Internet a également donné un second souffle aux radios libres associatives, grâce à la technique de streaming (voir également webradio).

## Historique

### Essai de synthèse théorique

#### Communication et médias alternatifs: entre polémiques et paradoxes
Nombreux sont les chercheurs à avoir développé leurs propres analyses et définitions. Celles-ci sont rarement concordantes. Chacun retient et privilégie un critère plutôt qu'un autre ce qui donne des définitions justes mais incomplètes. On définit souvent la communication alternative selon son orientation politique, selon l'origine de ses producteurs, selon qu'elle est indépendante financièrement ou non, selon les valeurs qui sont les siennes, ou plus simplement selon son positionnement par rapport aux médias dominants.

##### Une communication différente

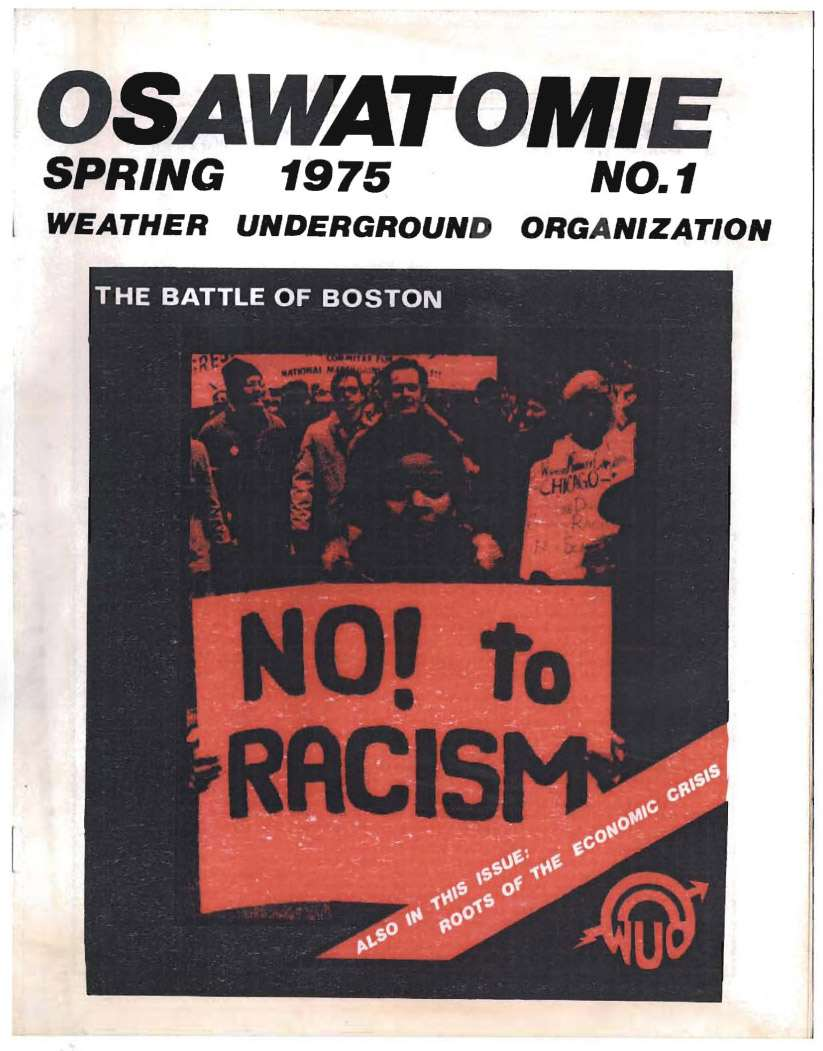
Couverture du premier numéro d'Osawatomie, mars 1975, publié clandestinement par le Weather Underground Organization. Le titre « La bataille de Boston » fait référence à un conflit sur le busing et la déségrégation raciale.

La communication alternative développe une communication différente de celle produite par les médias institutionnels, différente du discours hégémonique d'une société. Elle est plus « critique, plus engagée, plus militante, elle s'occupe du non-
dit ou du non-couvert par les autres médias ». 
Toute communication alternative se pose en opposition à un discours hégémonique (« pensée unique », etc.). De ce critère découlent plusieurs types de communication alternative, tous dépendants de leur degré d'opposition au modèle dominant. Streitmatter (2001) distingue, dans la communication alternative, la « communication dissidente » qui porte un projet de changement radical de la société. Cette approche ressemble à celle de Graciano  à la différence que pour celle-ci, seule la communication dissidente serait alternative. Cardon et Gajon (2005) distinguent aussi la « critique expressive » de la « critique anti-hégémonique », la critique expressive cherchant à donner la parole à ceux qui ne l'ont pas. On pourrait aller encore plus loin en distinguant différents types de producteurs de communication alternative comme le fait Dornelles (2004).
Pour résumer, la communication alternative est globalement anti-hégémonique. À un extrême de son spectre, on voit se développer des projets privilégiant une information favorisant le développement d'une communauté territoriale locale ou identitaire dans le but de donner la parole aux récepteurs passifs de la communication de masse : le média alternatif se rapproche, en cela, du concept de Slow Media (médias lents). À l'autre extrême, on trouve des organisations plus politisées porteuses d'un projet, d'une intention, ou d'une finalité sociale ou politique avant d'être économique. Selon l'enseignante-chercheuse Natalia Vinelli, trois éléments fondamentaux définissent par exemple les médias alternatifs en Argentine : une organisation horizontale, la participation du lecteur ou de la communauté et un projet politique en rupture avec l'hégémonie.

##### Indépendance morale et financière
Pour pouvoir développer un discours différent, il faut être indépendant. Moralement d'une part, ce qui signifie que personne ne manipule l'information derrière le média et financièrement d'autre part car celle-ci apporte bien souvent à la première les conditions nécessaires à son épanouissement. Le rapport à l'argent dans le milieu des médias alternatifs est primordial, car il touche à la légitimité du média et de son discours. Il est donc générateur de conflits et de paradoxes. Pour certains médias, le simple fait d'accepter un financement, est préjudiciable à l'intégrité du média. Toute aide financière est vécue comme une tentative d'ingérence et de prise de contrôle de celui-ci. Pour d'autres, plus pragmatiques peut-être, la publicité et les subventions de l'état ou d'une fondation, sont une source de revenus tout à fait acceptables du moment qu'ils ne déterminent pas le contenu du média.

##### Média alternatif: média artisanal
Les médias alternatifs regroupent un ensemble d'attributs que l'on qualifie d'artisanaux. Comparativement aux professionnels des médias de l'information de masse travaillant au sein de grandes manufactures et conglomérats de l'information, les personnes qui œuvrent dans les médias alternatifs sont des artisans et artisanes de l'information. Outre le fait qu'ils opèrent dans une petite structure souvent gérée, mais pas toujours, de façon participative, ces artisans agissent la plupart du temps de manière bénévole. Les ressources et les moyens limités de ces médias artisanaux les confinent à une diffusion locale ou aux marges si on se réfère aux médias diffusés sur internet. Il y a ici un dilemme et un paradoxe pour les médias alternatifs. Pour diffuser ses idées, un média alternatif devrait prendre de l'importance et grandir en diffusion, en influence. Mais si cela arrivait, il serait considéré par le milieu alternatif comme traitre à la cause car intégrant désormais le camp de l'hégémonie. L'accès à une certaine massivité est l'objet d'une polémique dans le milieu alternatif entre ceux qui voudraient y arriver, ceux qui la rejettent et ceux qui pensent que de toute façon, elle est inaccessible.

##### Usage de la technique
Umberto Eco, paraphrasant Herbert Marshall McLuhan, dit que le média n'est pas le message. Il ne faut pas accorder trop d'importance aux formats que peut utiliser la communication alternative. On s'aperçoit que tous les médias hégémoniques (ciné, radio, TV) voient se développer leurs doubles alternatifs. Tout support peut être utilisé dans un sens comme dans l'autre. La pratique de la guerrilla de la communication le prouve, on peut faire de la communication alternative à partir des ressources hégémoniques. Le développement et la mise à disposition à tous des NTIC (internet comme moyen de diffusion, produits de haute technicité comme moyens de production), permettent à tout un chacun de créer et diffuser son propre point de vue et de faire de la communication alternative.
La communication alternative a pour essentiel but et caractéristique de permettre au citoyen de sortir de l'état passif dans lequel le confine les médias de masse. Le discours hégémonique est aliénant car indiscutable, invérifiable et uniformisé. La définition fondamentale de la communication alternative est qu'elle permet à ses acteurs et à ses consommateurs de se nourrir du discours dominant en sachant le décrypter et le remettre en question. À terme, le rôle de la communication alternative est éducatif. Il faut apprendre la non-passivité au récepteur et par ce changement de comportement vis-à-vis des médias de masses, faire évoluer ceux-ci vers plus d'honnêteté, de pluralisme et d'équilibre.

### Presse
Vers la fin du XIXe siècle, les mauvaises conditions de travail et la médiocrité des conditions sociales favorisent l'expansion d'une presse ouvrière, qui remet en question la presse politique dominante de l'époque et critique les inégalités sociales, préconisant selon les tendances des réformes progressives ou des solutions radicales, révolutionnaires. 
Les penseurs révolutionnaires de l'époque contribuèrent également à des revues alternatives et même clandestines : Karl Marx, après avoir contribué à un journal d'opposition, travaille à la rédaction d'un journal publié en France : les Annales franco allemandes. Lénine termine son traité politique Que faire ? par un appel non pas à organiser un parti mais un journal. Comme Lénine le reconnaît, les journaux non seulement sont utiles pour répandre les idées mais aussi pour créer une conscience politique de classe et pour coordonner les actions. 
Pour Antonio Gramsci, pour contrer l'hégémonie, l'idéologie dominante, cette presse est un facteur crucial avec les intellectuels acquis à l'idéologie marxiste pour la formation du mouvement de masse.  
Concrètement, les exemples ne manquent pas dans les groupes marxistes ou anarchistes : citons en Italie, en 1920, sous le régime fasciste, le quotidien Umanità Nova, journal fondé par Errico Malatesta.
Pour le chercheur Benjamin Ferron en 2004, il existe « des affinités entre l'univers de la presse alternative et les milieux libertaires ». 
En Argentine, après la crise économique de 2001, les médias alternatifs se présentent comme des acteurs de la contre-hégémonie, au sens gramscien du terme. 

### Radios
Certaines stations commerciales revendiquent le terme d'alternative. On peut citer Radio Nova qui a longtemps été une radio pirate et a évolué au fur et à mesure de la naissance de nouveaux styles de musique.

#### Radios associatives
À côté des radios publiques et des radios commerciales existe un tiers secteur radiophonique, constitué par les radios associatives non commerciales. Elles se réclament du mouvement des radios libres. Inscrites au niveau local, elles pratiquent la radio de manière différente, soucieuses de donner la parole à des personnes qui ne sont pas journalistes ou techniciens professionnels. On peut citer à titre d'exemple Radio Canut à Lyon, de Radio Zinzine ou Radio Galère dans le Sud-Est, Radio Ici et Maintenant, Radio Néo, Aligre FM, Radio libertaire, Fréquence Paris Plurielle à Paris, Radio Pulsar à Poitiers,  Radio univers fm en Bretagne...

#### Web radios
Internet a permis le développement de nouveaux médias, générant dans le domaine radiophonique la création de multiples webradios.

#### Web Tv
Internet a aussi permis permis le développement de multiples webtélés.

### Télévisions
Au début des années 1970, le Canada est le premier pays à établir des canaux pour des télévisions communautaires, où ce sont les populations locales qui produisent et diffusent leurs propres émissions.

### Sites web
Le réseau Indymedia est le réseau de sites web alternatifs le plus connu. En France, on voit émerger autour du Réseau Mutu un autre type de sites web, ne fonctionnant plus selon un principe d'open-publishing, mais se réclamant de la publication coopérative. Le premier de ces sites est né à Lyon en 2004, Rebellyon. Tout le monde peut proposer un article sur ces sites, article qui doit être validé par le groupe de modération local.Ces sites se veulent ancrés dans des mouvements sociaux locaux avec un lectorat local important. Chaque média/site du réseau est indépendant dans son fonctionnement,.